# Vicente Baratas Martín
Vicente Baratas Martín (Madrid, 1977) es un escritor y guionista de nacionalidad española.

## Biografía
En octubre de 2014, el autor publicó su novela Gatos pardos con la Editorial Pigmalión.
(Fuentes: Web del autor, Perfil de Facebook del autor (enlace roto disponible en Internet Archive; véase el historial, la primera versión y la última).)

### Narrativa
- Gatos pardos. Novela (ISBN 13: 978-84-15916-67-3) (2014, Pigmalión).

### Antologías
- Hay esperanza. ¡Vencimos al cáncer!”. Poemas y relatos cortos (ISBN 13: 978-84-16447-14-5) (2015, Pigmalión).

## Otras publicaciones
Vicente Baratas Martín es autor y colaborador de numerosos espacios webs, entre los que cabe destacar su página Britania.tk, un portal dedicado a la historia de Britania, desde el Neolítico hasta las invasiones sajonas, así como a la figura histórica y literaria del rey Arturo.
Eventualmente, desarrolla guiones y proyectos de ficción para la productora española Hideas.

## Galardones
- Premio Escriduende 2015 de Novela Joven, concedido por el Grupo Editorial Sial Pigmalión y Bibliotecas Públicas de Madrid en la 74.ª Edición de la Feria del Libro de Madrid por su novela Gatos pardos.